# Campeonato de Tercera División 1944 (Argentina)
El Campeonato de Tercera División 1944, conocido como Primera Amateur 1944 fue el torneo que constituyó la décima temporada de la tercera división de argentina en la era profesional de la rama de los clubes directamente afiliados a la AFA. Fue disputado por 9 equipos.
El único nuevo participante fue Argentino de Quilmes, descendido de la Segunda División, mientras que los equipos que dejaron de participar de la categoría fueron los ascendidos Los Andes y El Porvenir.
Se consagró campeón Barracas Central y obtuvo el ascenso. No hubo descendidos ya que no existía categoría inmediatamente inferior.

## Ascensos y descensos
| Posición  | Ascendidos a la Segunda División |
| --------- | -------------------------------- |
| 1.º       | El Porvenir                      |
| Los Andes |                                  |

| Posición | Descendido de la Segunda División |
| -------- | --------------------------------- |
| 18.º     | Argentino de Quilmes              |

| 1. |

- De esta manera, el número de participantes se redujo a 9.

## Equipos
| Equipo               | Ciudad          |
| -------------------- | --------------- |
| Argentino de Quilmes | Quilmes         |
| Barracas Central     | Buenos Aires    |
| Boulogne             | Boulogne        |
| Central Argentino    | Villa Maipú     |
| Deportivo Huracán    | San Justo       |
| J. J. de Urquiza     | Caseros         |
| Liniers Sud          | San Justo       |
| San Telmo            | Isla Maciel     |
| Sportivo Alsina      | Valentín Alsina |

### Distribución geográfica de los equipos
| Región                        | Cant. | Equipos                         |
| ----------------------------- | ----- | ------------------------------- |
| Partido de La Matanza         | 2     | Deportivo Huracán y Liniers Sud |
| Partido de Lanús              | 1     | Sportivo Alsina                 |
| Ciudad de Buenos Aires        | 1     | Barracas Central                |
| Partido de Avellaneda         | 1     | San Telmo                       |
| Partido de Quilmes            | 1     | Argentino de Quilmes            |
| Partido de General San Martín | 1     | Central Argentino               |
| Partido de San Isidro         | 1     | Boulogne                        |
| Partido de Tres de Febrero    | 1     | J. J. de Urquiza                |

## Formato
Los 9 clubes se enfrentaron entre sí a dos ruedas por el sistema de todos contra todos. Al finalizar el torneo, el ganador se consagró campeón y obtuvo el único ascenso en disputa a la Segunda División. No hubo descensos ya que no había categoría inmediatamente inferior.

## Tabla de posiciones final
| Pos. | Equipo                | Pts. | PJ | PG | PE | PP | GF | GC | Dif. |
| ---- | --------------------- | ---- | -- | -- | -- | -- | -- | -- | ---- |
| 1.º  | Barracas Central      | 30   | 16 | 14 | 2  | 0  | 54 | 8  | 46   |
| 2.º  | Argentino de Quilmes  | 25   | 16 | 11 | 3  | 2  | 56 | 18 | 38   |
| 3.º  | San Telmo             | 21   | 16 | 8  | 5  | 3  | 45 | 28 | 17   |
| 4.º  | Justo José de Urquiza | 20   | 16 | 9  | 2  | 5  | 45 | 30 | 15   |
| 5.º  | Liniers Sud           | 16   | 16 | 7  | 2  | 7  | 31 | 23 | 8    |
| 6.º  | Central Argentino     | 12   | 16 | 5  | 2  | 9  | 25 | 40 | −15  |
| 7.º  | Sportivo Alsina       | 10   | 16 | 3  | 4  | 9  | 21 | 55 | −34  |
| 8.º  | Huracán de San Justo  | 9    | 16 | 2  | 5  | 9  | 21 | 49 | −28  |
| 9.º  | Boulogne              | 1    | 16 | 0  | 1  | 15 | 11 | 58 | −47  |

|  | Se consagró campeón y ascendió a la Segunda División. |